# Franz Xaver Bargetze

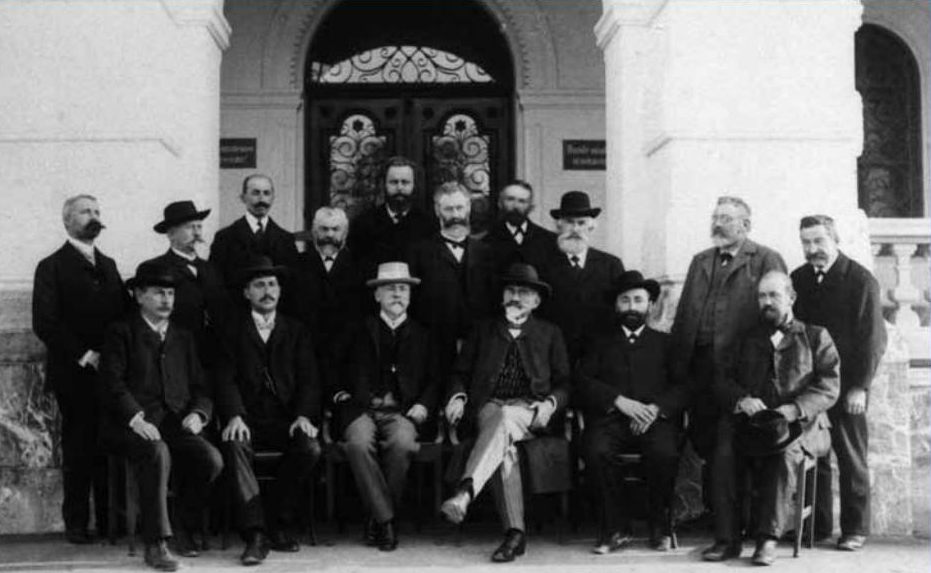
Die Abgeordneten und der Landesverweser (Regierungschef) im Jahr 1908 vor dem Regierungsgebäude. Franz Xaver Bargetze sitzt in der vorderen Reihe ganz rechts.

Franz Xaver Bargetze, oft auch nur Xaver Bargetze genannt, (* 3. November 1850 in Triesen; † 10. Dezember 1912 ebenda) war ein liechtensteinischer Landtagsabgeordneter, Gemeindevorsteher und Richter.

## Leben
Franz Xaver Bargetze war Sohn des Josef Bargetze, der ebenfalls Landtagsabgeordneter und Gemeindevorsteher war. Von 1876 bis 1879 war er Gemeindekassierer von Triesen. Ab 1890 war er der erste Posthalter der Gemeinde Triesen. Von 1882 bis 1907 war Bargetze, mit einigen großen Auszeiten, Gemeindevorsteher. In seiner Amtszeit wurde der Bau der Lawenastrasse bis zur Alp Münz nach zweijähriger Bauzeit 1884 fertiggestellt. Von 1878 bis 1882 war Bargetze stellvertretender Landtagsabgeordneter. Im Jahr 1882, 1890 und 1906 wurde er Landtagsabgeordneter, in den Jahren 1886 und 1898 lehnte er die Annahme zu seiner Wahl ab. Das Amt des Landtagsvizepräsidenten hatte Bargetze von 1894 bis 1898 inne. Zeitweilig war er Mitglied der Finanzkommission und des Landesausschusses sowie Schriftführer. Von 1881 bis 1912 war Bargetze Richter am Landgericht.
Zudem war Bargetze Mitglied des Oberschulrats (1879–1882), Initiant der Freiwilligen Feuerwehr Triesen (1901) und wurde auch ab 1903 Ehrenmitglied der Freiwilligen Feuerwehr. Zudem war er auch Vizepräsident des Liechtensteinischen Landwirtschaftlichen Vereins, seine dortige Amtszeit ist jedoch undatiert.
Er war verheiratet und hatte vier Kinder – darunter Emil Bargetze, Landtagsabgeordneter, und Oskar Bargetze, Gemeindevorsteher.